# Herbager
Herbager, född 1956, död 25 mars 1976, var ett franskfött engelskt fullblod, mest känd för att ha blivit en framgångsrik avelshingst i både Frankrike och Nordamerika.

## Bakgrund
Herbager var en brun hingst efter Vandale och under Flagette (efter Escamillo). Han föddes upp av M.L. Bara och ägdes av Simone Del Duca. Han tränades under sin tävlingskarriär av Pierre Pelat.

## Karriär
Herbager tävlade mellan 1958 och 1959, och sprang in 850 510 franc på 8 starter, varav 6 segrar och 1 andraplats. Han tog karriärens största segrar i Prix Seraphine (1958), Prix Greffulhe (1959), Prix Hocquart (1959), Prix du Jockey Club (1959), Grand Prix de Saint-Cloud (1959) och Prix du Prince d'Orange (1959).
Herbager gjorde två starter som tvååring. Han kom på andra plats en gång, och segrade i Prix Seraphine. Som treåring ansågs han vara den bästa hingsten i sin årskull, och segrade i större löp, bland annat Grand Prix de Saint-Cloud och Prix du Jockey Club, efter vilket han fick en Timeform rating på 136. I 1959 års Prix de l'Arc de Triomphe skadade han sig allvarligt i ett ben, men lyckades ändå komma i mål endast två längder efter segrande Saint Crespin. Skadan avslutade dock hans tävlingskarriär.

### Som avelshingst
Efter tävlingskarriären stallades Herbager upp som avelshingst i Frankrike, och såldes i december 1964 för 700 000 dollar till stuteriägaren Bull Hancock i Kentucky. Herbager syndikerades och flyttades till Claiborne Farm. Vid Claiborne Farm blev han far till 64 stakesvinnare.